# OK Liga Femenina 2015-16
La temporada 2015-16 de la OK Liga Femenina de hockey patines es la 8.ª edición de esta competición. Comenzó el 10 de octubre de 2015 y finalizó el 14 de mayo de 2016. El campeón de esta edición fue el CP Voltregà, que consiguió su 5º título liguero. La máxima anotadora de la liga fue María Díez, del Hostelcur Gijón, con 46 goles, mientras que la MVP fue Anna Casarramona, del CP Manlleu.

## Equipos participantes
- Hostelcur Gijón HC
- CP Voltregà
- CP Vilanova
- Generali HC Palau de Plegamans
- CH Mataró
- CP Manlleu
- CH Cerdanyola
- CHP Bigues i Riells
- Sferic Terrassa
- Aqua-Igualada Femení CHP
- Citylift Girona
- CD Santa María del Pilar
- CP Alcorcón
- CP Las Rozas

## Clasificación
|    | Equipo                   | PJ | G  | E | P  | GF  | GC  | PTS |
| -- | ------------------------ | -- | -- | - | -- | --- | --- | --- |
| 1  | CP Voltregà              | 26 | 22 | 2 | 2  | 120 | 38  | 68  |
| 2  | CP Manlleu               | 26 | 19 | 4 | 3  | 88  | 41  | 61  |
| 3  | Hostelcur Gijón HC       | 26 | 18 | 4 | 4  | 111 | 55  | 58  |
| 4  | HC Palau de Plegamans    | 26 | 18 | 4 | 4  | 74  | 37  | 58  |
| 5  | CP Vilanova              | 26 | 11 | 6 | 9  | 100 | 86  | 39  |
| 6  | CP Las Rozas             | 26 | 10 | 8 | 8  | 46  | 51  | 38  |
| 7  | CH Mataró                | 26 | 12 | 1 | 13 | 57  | 73  | 37  |
| 8  | Sferic Terrassa          | 26 | 11 | 3 | 12 | 71  | 64  | 36  |
| 9  | CP Alcorcón              | 26 | 10 | 3 | 13 | 49  | 52  | 33  |
| 10 | CH Cerdanyola            | 26 | 8  | 3 | 15 | 46  | 61  | 27  |
| 11 | CHP Bigues i Riells      | 26 | 8  | 3 | 15 | 49  | 73  | 27  |
| 12 | Aqua-Igualada Femení CHP | 26 | 8  | 2 | 16 | 66  | 88  | 26  |
| 13 | Citylift Girona          | 26 | 3  | 4 | 19 | 45  | 95  | 13  |
| 14 | CD Santa María del Pilar | 26 | 0  | 1 | 25 | 25  | 133 | 1   |

Fuente:Federación Española de Patinaje
|  | Campeón de liga y acceso a Copa de Europa |
|  | Acceso a Copa de Europa                   |
|  | Descenso                                  |